# Víctor Ugarte
Víctor Agustín Ugarte Oviedo (* 5. Mai 1926 in Tupiza; † 20. März 1995 in La Paz) war ein bolivianischer Fußballspieler. Der Stürmer erzielte 16 Tore in 45 Länderspielen für die bolivianische Nationalmannschaft und nahm an der Weltmeisterschaft 1950 in Brasilien teil. Größter Erfolg war der Gewinn der Südamerikameisterschaft 1963.

## Karriere

### Verein
Víctor Ugarte spielte einen Großteil seiner Karriere für den Club Bolívar, bei dem er 1947 den Durchbruch schaffte. Mit dem Klub aus La Paz wurde der Offensivakteur drei Mal bolivianischer Meister. Ugarte wechselte 1958 nach Argentinien zu San Lorenzo de Almagro und spielte 1961 bis 1962 für den kolumbianischen Verein Once Caldas. Von 1959 bis 1961 und 1963 bis 1964 spielte er erneut beim Club Bolívar. Zum Abschluss seiner Karriere spielte Ugarte noch bei Deportivo Municipal de La Paz und Club Mariscal Santa Cruz.
Nach Ugarte wurden sowohl das Stadion in seiner Geburtsstadt Tupiza als auch das Stadion in Potosí benannt.

### Nationalmannschaft
Víctor Ugarte spielte zwischen 1947 und 1963 insgesamt 45-mal für das bolivianische Nationalteam, für das der Angreifer 16 Tore erzielte. Mit den Verdes spielte er fünf Südamerikameisterschaften, wobei er mit Bolivien bei Ugartes ersten vier Teilnahmen nie über den vierten Turnierplatz hinauskam. Beim Campeonato Sudamericano 1963 wurde der Andenstaat als Gastgeber überraschend Turniersieger. Ugarte konnte in fünf Einsätzen mit zwei Tore zum Turniersieg beitragen. Beide Tore schoss der Offensivakteur im letzten Turnierspiel beim 5:4-Erfolg gegen den amtierenden Weltmeister Brasilien und sicherte so den Turniersieg der Verdes.
Ugarte nahm auch an der Weltmeisterschaft 1950 in Brasilien teil, bei der Bolivien nach Absagen der Türkei und Schottland und den Verzicht der Ersatzkandidaten eine Zweiergruppe mit Uruguay bildete. Dort verlor Ugarte mit Bolivien gegen den späteren Weltmeister klar mit 0:8 und schied nach nur einem Spiel aus. Bei der Qualifikation für die Weltmeisterschaft 1958 führte Ugarte sein Team als Kapitän auf das Feld, allerdings konnte sich Bolivien als Gruppenzweiter hinter Argentinien nicht für das Endturnier in Schweden qualifizieren.

## Erfolge
Club Bolívar
- Bolivianischer Meister: 1950, 1953, 1956

Bolivien
- Südamerikameister: 1963